# Alexander Nübel
Alexander Nübel (Paderborn, 30 settembre 1996) è un calciatore tedesco, portiere dello Stoccarda, in prestito dal Bayern Monaco, e della nazionale tedesca.

## Caratteristiche tecniche
Il suo buon senso della posizione permette a Nübel di effetturare le sue parate anche contenendo i movimenti mantendendo una posizione stabile, ma è altresì abile anche nelle uscite. È reattivo e agile, si distingue per la celerità con cui reagisce, sa usare pure anche gambe e piedi nei suoi interventi, riesce a parare egreciamente i tiri dalla lunga distanza, anche se bravo nel bloccare la palla, si avvale maggiormente della respinta.

## Carriera

### Club

#### Paderborn e Schalke 04
Cresciuto nel settore giovanile del Paderborn, nel 2015 si trasferisce allo Schalke 04. Nel 2016 disputa la sua prima partita nella Bundesliga, nella vittoria per 4-1 contro l'Hoffenheim, mentre nel 2018 gioca il suo primo match in Champions League nel pareggio per 0-0 contro il Galatasaray. Diventato titolare all'inizio del 2019, il 2 febbraio conquista la sua prima espulsione in una partita contro il Borussia M'Gladbach, mentre le due squadre erano in parità l'enonero di Nübel porta a una sconfitta per 2-0 in svantaggio numerico, nel corso dell'estate diventa il nuovo capitano della squadra. Viene deciso poi di non rinnovare il contratto in scadenza.. 

#### Bayern Monaco e Monaco
il 4 gennaio 2020 firma un quinquennale con il Bayern Monaco, valido dal successivo mese di luglio. Contestualmente perde la fascia di capitano a favore di Omar Mascarell.Il 15 ottobre debutta con la maglia dei bavaresi nella vittoria per 3-0 in coppa nazionale contro il Düren. Il 1º dicembre, inoltre, è titolare nel pareggio interno (1-1) di Champions League contro l'Atlético Madrid. La squadraa vince l'edizione 2020-2021 del campionato, Nübel gioca un solo match, nel pareggio per 2-2 contro il Friburgo.
Il 27 giugno 2021 si trasferisce in prestito biennale al Monaco, dopo aver collezionato soltanto quattro presenze nella sua prima stagione con il club bavarese. Con il Monaco ottiene la posizione di portiere titolare, inoltre con la squadra disputa le sue prime partita in Europa League, il primo match giocato il 16 settembre 2021 battendo per 1-0 lo Sturm Graz.

#### Stoccarda
Il 25 luglio 2023 viene ceduto in prestito allo Stoccarda.Il 12 aprile 2024 rinnova il suo contratto coi bavaresi sino al 2029 e, contestualmente, viene rinnovato per un altre due stagioni il suo prestito allo Stoccarda.Vince la Coppa di Germania, Nübel il 24 maggio 2025 gioca come titolare nella finale nel successo per 4-2 ai danni dell'Arminia Bielefeld.

### Nazionale
Nel 2019 ha partecipato con la nazionale Under-21 agli europei di categoria, ottiene l'argento e Nübel è stato titolare in tutte e sei le partite, compresa la finale persa per 2-1 contro la Spagna.
Il 16 maggio 2024 viene convocato per la prima volta in nazionale maggiore venendo inserito nella lista dei pre-convocati per Euro 2024; tuttavia non viene confermato nella rosa finale dei 26 convocati.
L'11 ottobre 2024, a seguito del ritiro dalla nazionale di Manuel Neuer e dell'infortunio accorso al nuovo titolare Marc-André ter Stegen un mese prima, esordisce con la massima selezione teutonica nella gara vinta in casa della Bosnia ed Erzegovina valevole per la Nations League (1-2).

## Statistiche

### Presenze e reti nei club
Statistiche aggiornate al 30 giugno 2024.
| Stagione             | Squadra              | Campionato           | Campionato | Campionato | Coppe nazionali | Coppe nazionali | Coppe nazionali | Coppe continentali | Coppe continentali | Coppe continentali | Altre coppe | Altre coppe | Altre coppe | Totale | Totale |
| Stagione             | Squadra              | Comp                 | Pres       | Reti       | Comp            | Pres            | Reti            | Comp               | Pres               | Reti               | Comp        | Pres        | Reti        | Pres   | Reti   |
| -------------------- | -------------------- | -------------------- | ---------- | ---------- | --------------- | --------------- | --------------- | ------------------ | ------------------ | ------------------ | ----------- | ----------- | ----------- | ------ | ------ |
| 2014-2015            | Paderborn II         | VL                   | 12         | -13        | -               | -               | -               | -                  | -                  | -                  | -           | -           | -           | 12     | -13    |
| 2014-2015            | Paderborn            | BL                   | 0          | 0          | CG              | 0               | 0               | -                  | -                  | -                  | -           | -           | -           | 0      | 0      |
| 2015-ago.2015        | Paderborn            | 2BL                  | 0          | 0          | CG              | 0               | 0               | -                  | -                  | -                  | -           | -           | -           | 0      | 0      |
| Totale Paderborn     | Totale Paderborn     | Totale Paderborn     | 0          | 0          |                 | 0               | 0               |                    | -                  | -                  |             | -           | -           | 0      | 0      |
| ago.2015-2016        | Schalke 04 II        | RL                   | 13         | -17        | -               | -               | -               | -                  | -                  | -                  | -           | -           | -           | 13     | -17    |
| 2016-2017            | Schalke 04 II        | RL                   | 10         | -20        | -               | -               | -               | -                  | -                  | -                  | -           | -           | -           | 10     | -20    |
| 2017-2018            | Schalke 04 II        | OL                   | 1          | -1         | -               | -               | -               | -                  | -                  | -                  | -           | -           | -           | 1      | -1     |
| Totale Schalke 04 II | Totale Schalke 04 II | Totale Schalke 04 II | 24         | -38        |                 | -               | -               |                    | -                  | -                  |             | -           | -           | 24     | -38    |
| ago.2015-2016        | Schalke 04           | BL                   | 1          | 0          | CG              | 0               | 0               | UEL                | 0                  | 0                  | -           | -           | -           | 1      | 0      |
| 2016-2017            | Schalke 04           | BL                   | 0          | 0          | CG              | 0               | 0               | UEL                | 0                  | 0                  | -           | -           | -           | 0      | 0      |
| 2017-2018            | Schalke 04           | BL                   | 1          | 0          | CG              | 0               | 0               | -                  | -                  | -                  | -           | -           | -           | 1      | 0      |
| 2018-2019            | Schalke 04           | BL                   | 18         | -29        | CG              | 2               | -3              | UCL                | 2                  | 0                  | -           | -           | -           | 22     | -32    |
| 2019-2020            | Schalke 04           | BL                   | 26         | -40        | CG              | 3               | -4              | -                  | -                  | -                  | -           | -           | -           | 29     | -44    |
| Totale Schalke 04    | Totale Schalke 04    | Totale Schalke 04    | 46         | -69        |                 | 5               | -7              |                    | 2                  | 0                  |             | -           | -           | 53     | -76    |
| 2020-2021            | Bayern Monaco        | BL                   | 1          | -2         | CG              | 1               | 0               | UCL                | 2                  | -2                 | SG+SU+Cmc   | 0           | 0           | 4      | -4     |
| 2021-2022            | Monaco               | L1                   | 38         | -40        | CF              | 1               | -2              | UCL+UEL            | 3+7                | -3 + -6            | -           | -           | -           | 49     | -51    |
| 2022-2023            | Monaco               | L1                   | 38         | -58        | CF              | 0               | 0               | UCL+UEL            | 2+8                | -4 + -13           | -           | -           | -           | 48     | -75    |
| Totale Monaco        | Totale Monaco        | Totale Monaco        | 76         | -98        |                 | 1               | -2              |                    | 20                 | -26                |             | -           | -           | 97     | -126   |
| 2023-2024            | Stoccarda            | BL                   | 30         | -36        | CG              | 4               | -3              | -                  | -                  | -                  | -           | -           | -           | 34     | -39    |
| Totale carriera      | Totale carriera      | Totale carriera      | 189        | -256       |                 | 11              | -12             |                    | 24                 | -28                |             | -           | -           | 224    | -296   |

### Cronologia presenze e reti in nazionale
| Cronologia completa delle presenze e delle reti in nazionale ― Germania | Cronologia completa delle presenze e delle reti in nazionale ― Germania | Cronologia completa delle presenze e delle reti in nazionale ― Germania | Cronologia completa delle presenze e delle reti in nazionale ― Germania | Cronologia completa delle presenze e delle reti in nazionale ― Germania | Cronologia completa delle presenze e delle reti in nazionale ― Germania | Cronologia completa delle presenze e delle reti in nazionale ― Germania | Cronologia completa delle presenze e delle reti in nazionale ― Germania |
| Data                                                                    | Città                                                                   | In casa                                                                 | Risultato                                                               | Ospiti                                                                  | Competizione                                                            | Reti                                                                    | Note                                                                    |
| ----------------------------------------------------------------------- | ----------------------------------------------------------------------- | ----------------------------------------------------------------------- | ----------------------------------------------------------------------- | ----------------------------------------------------------------------- | ----------------------------------------------------------------------- | ----------------------------------------------------------------------- | ----------------------------------------------------------------------- |
| 11-10-2024                                                              | Zenica                                                                  | Bosnia ed Erzegovina                                                    | 1 – 2                                                                   | Germania                                                                | UEFA Nations League 2024-2025 - 1º turno                                | -1                                                                      |                                                                         |
| 19-11-2024                                                              | Budapest                                                                | Ungheria                                                                | 1 – 1                                                                   | Germania                                                                | UEFA Nations League 2024-2025 - 1º turno                                | -1                                                                      |                                                                         |
| Totale                                                                  |                                                                         | Presenze                                                                | 2                                                                       |                                                                         | Reti                                                                    | -2                                                                      |                                                                         |

| Cronologia completa delle presenze e delle reti in nazionale ― Germania under 21 | Cronologia completa delle presenze e delle reti in nazionale ― Germania under 21 | Cronologia completa delle presenze e delle reti in nazionale ― Germania under 21 | Cronologia completa delle presenze e delle reti in nazionale ― Germania under 21 | Cronologia completa delle presenze e delle reti in nazionale ― Germania under 21 | Cronologia completa delle presenze e delle reti in nazionale ― Germania under 21 | Cronologia completa delle presenze e delle reti in nazionale ― Germania under 21 | Cronologia completa delle presenze e delle reti in nazionale ― Germania under 21 |
| Data                                                                             | Città                                                                            | In casa                                                                          | Risultato                                                                        | Ospiti                                                                           | Competizione                                                                     | Reti                                                                             | Note                                                                             |
| -------------------------------------------------------------------------------- | -------------------------------------------------------------------------------- | -------------------------------------------------------------------------------- | -------------------------------------------------------------------------------- | -------------------------------------------------------------------------------- | -------------------------------------------------------------------------------- | -------------------------------------------------------------------------------- | -------------------------------------------------------------------------------- |
| 1-9-2017                                                                         | Paderborn                                                                        | Germania under 21                                                                | 1 – 2                                                                            | Ungheria under 21                                                                | Amichevole                                                                       | -1                                                                               | 45’                                                                              |
| 5-9-2017                                                                         | Osnabrück                                                                        | Germania under 21                                                                | 1 – 0                                                                            | Kosovo under 21                                                                  | Qual. Europeo Under-21 2019                                                      | -                                                                                |                                                                                  |
| 6-10-2017                                                                        | Cottbus                                                                          | Germania under 21                                                                | 6 – 1                                                                            | Azerbaigian under 21                                                             | Qual. Europeo Under-21 2019                                                      | -1                                                                               |                                                                                  |
| 10-10-2017                                                                       | Drammen                                                                          | Norvegia under 21                                                                | 3 – 1                                                                            | Germania under 21                                                                | Qual. Europeo Under-21 2019                                                      | -3                                                                               |                                                                                  |
| 9-11-2017                                                                        | Baku                                                                             | Azerbaigian under 21                                                             | 0 – 7                                                                            | Germania under 21                                                                | Qual. Europeo Under-21 2019                                                      | -                                                                                |                                                                                  |
| 14-11-2017                                                                       | Ramat Gan                                                                        | Israele under 21                                                                 | 2 – 5                                                                            | Germania under 21                                                                | Qual. Europeo Under-21 2019                                                      | -2                                                                               |                                                                                  |
| 22-3-2018                                                                        | Braunschweig                                                                     | Germania under 21                                                                | 3 – 0                                                                            | Israele under 21                                                                 | Qual. Europeo Under-21 2019                                                      | -                                                                                |                                                                                  |
| 27-3-2018                                                                        | Kosovska Mitrovica                                                               | Kosovo under 21                                                                  | 0 – 0                                                                            | Germania under 21                                                                | Qual. Europeo Under-21 2019                                                      | -                                                                                |                                                                                  |
| 7-9-2018                                                                         | Fürth                                                                            | Germania under 21                                                                | 3 – 0                                                                            | Messico under 21                                                                 | Amichevole                                                                       | -                                                                                | 70’                                                                              |
| 11-9-2018                                                                        | Dublino                                                                          | Irlanda under 21                                                                 | 0 – 6                                                                            | Germania under 21                                                                | Qual. Europeo Under-21 2019                                                      | -                                                                                |                                                                                  |
| 12-10-2018                                                                       | Ingolstadt                                                                       | Germania under 21                                                                | 2 – 1                                                                            | Norvegia under 21                                                                | Qual. Europeo Under-21 2019                                                      | -1                                                                               |                                                                                  |
| 19-11-2018                                                                       | Reggio Emilia                                                                    | Italia under 21                                                                  | 1 – 2                                                                            | Germania under 21                                                                | Amichevole                                                                       | -1                                                                               |                                                                                  |
| 17-6-2019                                                                        | Udine                                                                            | Germania under 21                                                                | 3 – 1                                                                            | Danimarca under 21                                                               | Europeo Under-21 2019 - 1º turno                                                 | -1                                                                               |                                                                                  |
| 20-6-2019                                                                        | Trieste                                                                          | Germania under 21                                                                | 6 – 1                                                                            | Serbia under 21                                                                  | Europeo Under-21 2019 - 1º turno                                                 | -1                                                                               |                                                                                  |
| 23-6-2019                                                                        | Udine                                                                            | Austria under 21                                                                 | 1 – 1                                                                            | Germania under 21                                                                | Europeo Under-21 2019 - 1º turno                                                 | -1                                                                               | 23’                                                                              |
| 27-6-2019                                                                        | Bologna                                                                          | Germania under 21                                                                | 4 – 2                                                                            | Romania under 21                                                                 | Europeo Under-21 2019 - Semifinale                                               | -2                                                                               |                                                                                  |
| 30-6-2019                                                                        | Udine                                                                            | Spagna under 21                                                                  | 2 – 1                                                                            | Germania under 21                                                                | Europeo Under-21 2019 - Finale                                                   | -2                                                                               |                                                                                  |
| Totale                                                                           |                                                                                  | Presenze                                                                         | 17                                                                               |                                                                                  | Reti                                                                             | -16                                                                              |                                                                                  |

## Palmarès

### Club

#### Competizioni nazionali
- Campionato tedesco: 1

Bayern Monaco: 2020-2021
- Supercoppa di Germania: 1

Bayern Monaco: 2020
- Coppa di Germania: 1

Stoccarda: 2024-2025

#### Competizioni internazionali
- Supercoppa UEFA: 1

Bayern Monaco: 2020
- Coppa del mondo per club: 1

Bayern Monaco: 2020

### Individuale
- Squadra del torneo degli Europei Under-21: 1

Italia-San Marino 2019